# Боговађа
Боговађа је насеље у Србији у општини Лајковац у Колубарском округу. Према попису из 2022. било је 384 становника.
Ово село се некада звало Прњавор.

## Центар за азил
У насељу се налази привремени Центар за азил који је отворен средином 2011. године. Центар је смјештен у просторијама које је Комесаријат за избеглице закупио од Црвеног крста Београда. Претходно су се у центру налазиле избјеглице из БиХ и Хрватске.

## Демографија
У насељу Боговађа живи 460 пунолетних становника, а просечна старост становништва износи 42,6 година (41,1 код мушкараца и 43,9 код жена). У насељу има 212 домаћинстава, а просечан број чланова по домаћинству је 2,67.
Ово насеље је великим делом насељено Србима (према попису из 2002. године), а у последња три пописа, примећен је пораст у броју становника.
|  |

| Демографија | Демографија | Демографија |
| Година      | Становника  | Становника  |
| ----------- | ----------- | ----------- |
| 1948.       | 365         |             |
| 1953.       | 485         |             |
| 1961.       | 562         |             |
| 1971.       | 520         |             |
| 1981.       | 508         |             |
| 1991.       | 531         | 513         |
| 2002.       | 574         | 586         |

| Етнички састав према попису из 2002.‍ | Етнички састав према попису из 2002.‍ | Етнички састав према попису из 2002.‍ | Етнички састав према попису из 2002.‍ | Етнички састав према попису из 2002.‍ |
| ------------------------------------ | ------------------------------------ | ------------------------------------ | ------------------------------------ | ------------------------------------ |
|                                      |                                      |                                      |                                      |                                      |
| Срби                                 | Срби                                 |                                      | 558                                  | 97,21%                               |
| Хрвати                               | Хрвати                               |                                      | 4                                    | 0,69%                                |
| Црногорци                            | Црногорци                            |                                      | 3                                    | 0,52%                                |
| Румуни                               | Румуни                               |                                      | 1                                    | 0,17%                                |
| Муслимани                            | Муслимани                            |                                      | 1                                    | 0,17%                                |
| Југословени                          | Југословени                          |                                      | 1                                    | 0,17%                                |
| непознато                            | непознато                            |                                      | 1                                    | 0,17%                                |

| Година пописа     | 1948. | 1953. | 1961. | 1971. | 1981. | 1991. | 2002. |
| ----------------- | ----- | ----- | ----- | ----- | ----- | ----- | ----- |
| Број домаћинстава | 83    | 123   | 147   | 146   | 157   | 164   | 212   |

| Број чланова      | 1  | 2  | 3  | 4  | 5  | 6 | 7 | 8 | 9 | 10 и више | Просек |
| ----------------- | -- | -- | -- | -- | -- | - | - | - | - | --------- | ------ |
| Број домаћинстава | 50 | 66 | 30 | 44 | 16 | 5 | 1 | 0 | 0 | 0         | 2,67   |

| Пол    | Укупно | Неожењен/Неудата | Ожењен/Удата | Удовац/Удовица | Разведен/Разведена | Непознато |
| ------ | ------ | ---------------- | ------------ | -------------- | ------------------ | --------- |
| Мушки  | 231    | 69               | 148          | 10             | 4                  | 0         |
| Женски | 254    | 43               | 149          | 57             | 5                  | 0         |
| УКУПНО | 485    | 112              | 297          | 67             | 9                  | 0         |

| Пол    | Укупно                    | Пољопривреда, лов и шумарство | Рибарство                            | Вађење руде и камена | Прерађивачка индустрија       |
| ------ | ------------------------- | ----------------------------- | ------------------------------------ | -------------------- | ----------------------------- |
| Мушки  | 116                       | 7                             | 0                                    | 35                   | 30                            |
| Женски | 58                        | 7                             | 0                                    | 3                    | 4                             |
| УКУПНО | 174                       | 14                            | 0                                    | 38                   | 34                            |
| Пол    | Производња и снабдевање   | Грађевинарство                | Трговина                             | Хотели и ресторани   | Саобраћај, складиштење и везе |
| Мушки  | 2                         | 5                             | 3                                    | 0                    | 17                            |
| Женски | 0                         | 2                             | 5                                    | 2                    | 4                             |
| УКУПНО | 2                         | 7                             | 8                                    | 2                    | 21                            |
| Пол    | Финансијско посредовање   | Некретнине                    | Државна управа и одбрана             | Образовање           | Здравствени и социјални рад   |
| Мушки  | 0                         | 1                             | 0                                    | 6                    | 1                             |
| Женски | 0                         | 1                             | 2                                    | 5                    | 9                             |
| УКУПНО | 0                         | 2                             | 2                                    | 11                   | 10                            |
| Пол    | Остале услужне активности | Приватна домаћинства          | Екстериторијалне организације и тела | Непознато            | Непознато                     |
| Мушки  | 3                         | 0                             | 0                                    | 6                    | 6                             |
| Женски | 9                         | 0                             | 0                                    | 5                    | 5                             |
| УКУПНО | 12                        | 0                             | 0                                    | 11                   | 11                            |